# Верхний Чам
Верхний Чам  — деревня в Уржумском районе Кировской области в составе Уржумского сельского поселения.

## География
Находится на расстоянии примерно 12 километров на запад-северо-запад от районного центра города Уржум.

## История
Известна с 1802 года, когда здесь было учтено 76 душ (мужского пола) из ясашных крестьян (черемисы). В 1873 году учтено дворов 51 и жителей 373, в 1905 57 и 530, в 1926 92 и 453 (190 мари), в 1950 79 и 284. В 1989 году оставалось 122 жителя.

## Население
Постоянное население составляло 66 человек (русские 29 %, мари 71 %) в 2002 году, 8 в 2010.